# Big Springs
Big Springs is een plaats (village) in de Amerikaanse staat Nebraska, en valt bestuurlijk gezien onder Deuel County.

## Demografie
Bij de volkstelling in 2000 werd het aantal inwoners vastgesteld op 418.
In 2006 is het aantal inwoners door het United States Census Bureau geschat op 389, een daling van 29 (-6,9%).

## Geografie
Volgens het United States Census Bureau beslaat de plaats een oppervlakte van
1,0 km², geheel bestaande uit land.

## Plaatsen in de nabije omgeving
De onderstaande figuur toont nabijgelegen plaatsen in een straal van 32 km rond Big Springs.